# Azumi Asakura
Azumi Asakura (浅倉 杏美 Asakura Azumi?, nacida el 15 de febrero de 1987), también conocida como Azumi Yamamoto (山本 杏美 Yamamoto Azumi?) es una actriz de voz japonesa afiliada con Arts Vision.

## Filmografía

### Animación televisiva
2006
- Mahō Sensei Negima! – Akira Ōkōchi[2]
- Saiunkoku Monogatari – Kinren

2007
- Bamboo Blade – Takahashi
- Saiunkoku Monogatari Second Series – Kinren

2008
- Telepathy Shōjo Ran Jiken Note – Mifuyu, Yuki

2009
- Hanasakeru Seishōnen – Lin Li Colmillo

2011
- The Idolmaster – Yukiho Hagiwara
- Sket Dance – Fumi Segawa (ep 34, 42, 53)

2012
- High School DxD – Asia Argento
- Rinne no Lagrange – Machiko Iwabuchi
- Chūnibyō Demo Koi ga Shitai! – Kumin Tsuyuri
- Shakugan no Shana III Final – Leanan-Sidhe

2013
- To Aru Kagaku no Railgun S – Misaki Shokuhō
- Hataraku Maō-sama! – Emeralda Etūva
- High School DxD New – Asia Argento
- Yahari Ore no Seishun Love Come wa Machigatteiru – Meguri Shiromeguri

2014
- Mahōka Kōkō no Rettōsei – Keiko Kobayakawa
- Chūnibyō Demo Koi ga Shitai! – Kumin Tsuyuri
- Akuma no Riddle – Isuke Inukai
- Strike the Blood – Octavia Meyer

2015
- High School DxD BorN – Asia Argento[3]
- Sōkyū no Fafner – Saki Masaoka

2016
- Ao no Kanata no Four Rhythm - Misaki Tobisawa
- Regalia: The Three Sacred Stars - Aoi Konoe
- Yahari Ore no Seishun Love Come wa Machigatteiru. Zoku – Meguri Shiromeguri

2017
- 18if - Mirei Saegusa

2018
- High School DxD Hero – Asia Argento

2020
- To Aru Kagaku no Railgun T – Misaki Shokuhō
- Yahari Ore no Seishun Love Come wa Machigatteiru: Kan (III) – Meguri Shiromeguri

### Películas
- Takanashi Rikka Kai: Gekijō-ban Chūnibyō Demo Koi ga Shitai! (2013) - Kumin Tsuyuri
- Love, Chunibyo &amp; Other Delusions! Take on Me (2018) - Kumin Tsuyuri

- Mahō Sensei Negima! : Spring/Summer (2006) – Akira Ōkōchi[4]
- Suki Desu Suzuki-kun!! (2010) – Sayaka Hoshino
- Hime Gal Paradise (2011) – Himeko Tachikawa
- Asa Made Jugyou Chu! (2012) – Ayana Kakinozaka
- Rinne no Lagrange: Kamogawa Days (2012) – Machiko Iwabuchi

### ONA
- Puchimas! Petit Idolm@ster (2013) – Yukiho Hagiwara and Yukipo

### Videojuegos
- Wand of Fortune (2009) – Martha
- Wand of Fortune ~Mirai e no Prologue~ (2010) – Martha
- Criminal Girls (2010) – Yuko
- THE iDOLM@STER 2 (2011) – Yukiho Hagiwara
- Wand of Fortune 2 ~Jikuu ni Shizumu Mokushiroku~ (2012) – Martha
- Witch's Garden (2012) – Akari Hinomiya
- Hanairo Heptagram (2012) – Izuki Wakamura
- THE iDOLM@STER SHINY FESTA (2012) – Yukiho Hagiwara
- A Good Librarian Like a Good Shepherd (2013) – Sakuya Fumiya
- Chiisana Kanojo no Serenade (2013) – Shione Katagai
- Ao no Kanata no Four Rhythm (2016) – Misaki Tobisawa
- Tales of Berseria (2016) – Laphicet
- Idol Death Game TV (2016) – Mariko Kamata
- Yahari Game demo Ore no Seishun Love Come wa Machigatteiru. Zoku (2016) -  Meguri Shiromeguri
- Granblue Fantasy (2018) – Fraux
- Azur Lane (2018)
- Arknights - Specter (2019)

## Actuaciones musicales
Azumi Asakura también participó en varios álbumes y conciertos en vivo en relación con su papel como Yukiho Hagiwara de la franquicia THE iDOLM@STER desde que reemplazó a Yurina Hase en este papel en 2011.